# Frederik Sehested
 Der er flere personer med dette navn, se Frederik Sehested (flertydig). (Se også artikler, som begynder med Frederik Sehested (flertydig))
Frederik Sehested (født 20. februar 1645, død 1. august 1726) var en dansk officer og adelsmand og ejer af blandt andet Rydhave, Vinderup Hovgaard, Skodborghus Slot, Krogsgaard, Krabbesholm og Villestrup.
Frederik Sehested var søn af Malte Sehested og Margrethe Reedtz, og han var hofjunker fra 1669 samt kaptajn fra 1675, senere udnævnt til major. Han deltog som officer i Skånske Krig 1675-79. Sehested arvede flere af sine ejendomme ved sin mors død i 1693, idet han dog kom i besiddelse af Krogsgaard ved sit giftermål med Else Rothkirck omkring 1680 og Villestrup ved giftermålet med sin anden hustru, Birgitte Sophie, omkring 1706.
Frederik Sehested blev begravet i Viborg Domkirke, hvor der findes et epitafium for ham.